# عجلة الكسر

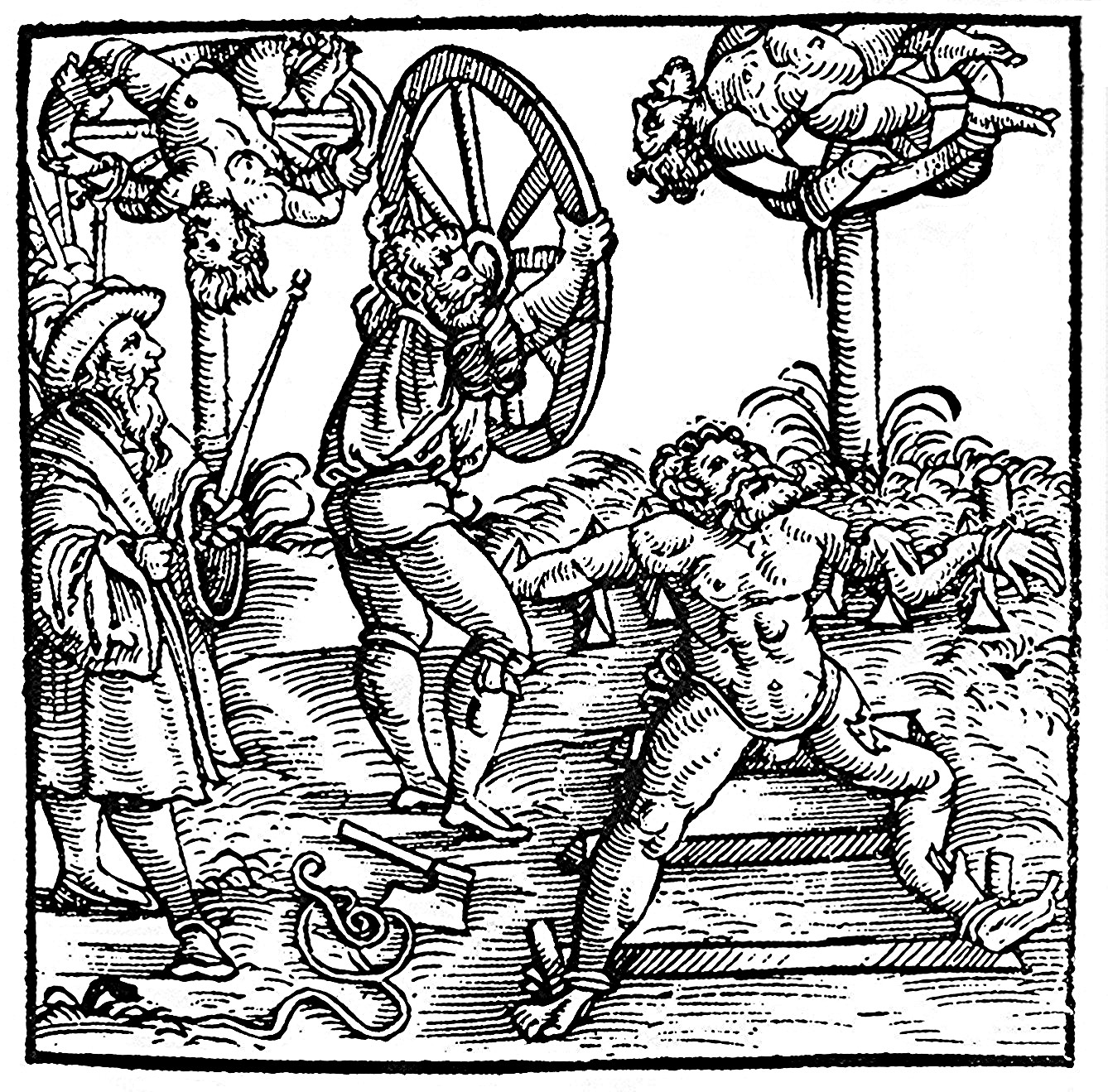
رجال يقومون بإسخدام عجلة الانهيار لإعدام رجل

عجلة الكسر (بالإنجليزية: Breaking wheel)‏ أو عجلة الإعدام (بالإنجليزية: execution wheel)‏ تعرف أيضا باسم عجلة كاثرين (بالإنجليزية: Wheel of Catherine)‏ أو ببساطة عجلة القيادة، كانت وسيلة تعذيب تستخدم للإعدام العلني بشكل أساسي في أوروبا منذ العصور القديمة وحتى العصور الوسطى حتى القرن التاسع عشر عن طريق كسر عظام المجرم أو ضربه بالهراوات حتى الموت.
ألغيت هذه الممارسة في بافاريا عام 1813 وفي انتخابية هسن عام 1836: آخر عملية إعدام معروفة بواسطة "العجلة" حدثت في بروسيا عام 1841. وفي الإمبراطورية الرومانية المقدسة، كانت هذه "عقوبة مرآة" لقطاع الطرق ولصوص الشوارع.